# Joan Clarke
Joan Elisabeth Lowther Murray, MBE (z domu Clarke; ur. 24 czerwca 1917, zm. 4 września 1996) – angielska kryptoanalityczka, numizmatyczka i banburystka, znana przede wszystkim ze swojej pracy w Bletchley Park podczas II wojny światowej, gdzie przyczyniła się do złamania kodu niemieckiej maszyny szyfrującej- Enigmy. Chociaż osobiście nie zabiegała o rozgłos, jej rola w łamaniu szyfru Enigmy, który odszyfrował niemiecką tajną komunikację, przyniosła jej nagrody i wyróżnienia, takie jak nominacja na członka Orderu Imperium Brytyjskiego (MBE) w 1946 r. 

## Życiorys
Joan Clarke była najmłodszym dzieckiem Dorothy Elizabeth Fulford Clarke i wielebnego Williama Kemp Lowther Clarke. Miała trzech braci i jedną siostrę.
Uczęszczała do Dulwich High School dla dziewcząt, a w 1936 roku zdobyła stypendium umożliwiające jej studiowanie matematyki w Newnham College w Cambridge. Wyróżniała się niezwykłymi zdolnościami matematycznymi, zdobywając najwyższe oceny i tytuł "Wranglera". Zdobyła nagrodę Philippy Fawcett i otrzymała stypendium Helen Gladstone na kolejny rok studiów. Mimo osiągnięć akademickich nie otrzymała pełnego stopnia naukowego, ponieważ do 1948 r. Cambridge przyznawał je wyłącznie mężczyznom.
Podczas studiów jej talent zauważył Gordon Welchman, jeden z czołowych matematyków zaangażowanych w prace nad dekryptażem w Bletchley Park, który zwerbował ją do pracy w tajnym brytyjskim ośrodku. Clarke odegrała kluczową rolę w rozwoju metod łamania kodów, co miało istotny wpływ na przebieg wojny. Po wojnie kontynuowała pracę jako kryptolog w Government Communications Headquarters.

## Kariera

### Łamanie kodów w Bletchley Park
Tuż przed wybuchem II wojny światowej Welchman i trzech innych czołowych matematyków zostało zwerbowanych do Rządowej Szkoły Szyfrów (GCHQ, Centrala Łączności Rządowej), której celem było złamanie niemieckiego kodu Enigma. GCHQ została pierwotnie założona po I wojnie światowej jako Government Code and Cypher School (GC&CS) i była znana pod tą nazwą do 1946 roku. W czerwcu 1940 roku Welchman zwerbował Clarke do agencji z ofertą „interesującej pracy”.Przybyła do Bletchley Park 17 czerwca 1940 roku i początkowo została umieszczona w grupie złożonej wyłącznie z kobiet, zwanej „The Girls”, które wykonywały głównie rutynową pracę biurową .
Clarke pracowała z Alanem Turingiem w Bletchley Park w sekcji znanej jako Hut 8. Hut 8 był sekcją w Rządowej Szkole Szyfrów i Szyfrów (GC&CS) w Bletchley Park (brytyjska stacja szyfrująca z czasów II wojny światowej, zlokalizowana w Buckinghamshire), której zadaniem było rozwiązywanie wiadomości niemieckiej marynarki wojennej (Kriegsmarine) Enigma. 
Szybko stała się jedyną kobietą praktykującą Banburismus, proces kryptoanalityczny opracowany przez Alana Turinga, który zmniejszył potrzebę stosowania bomb: urządzeń elektromechanicznych używanych przez brytyjskich kryptologów Welchmana i Turinga do odszyfrowywania niemieckich zaszyfrowanych wiadomości podczas II wojny światowej. Pierwszym awansem Clarke w pracy był stopień lingwisty, który miał na celu zarobienie dodatkowych pieniędzy, pomimo faktu, że nie znała innego języka. Awans ten był wyrazem uznania dla jej nakładu pracy i wkładu w pracę zespołu. 
W 1941 r. przechwycono trawlery, a także ich sprzęt szyfrujący i kody. Zanim uzyskano te informacje, wilcze stada zatapiały 282 000 ton statków miesięcznie od marca do czerwca 1941 roku. Do listopada Clarke i jej zespół byli w stanie zredukować tę liczbę do 62 000 ton.. Hugh Alexander, szef Hut 8 w latach 1943-1944, opisał ją jako „jednego z najlepszych banburystów w sekcji".
Maszyna Enigma z czterema wirnikami została wprowadzona w 1942 roku, co utrudniło wysiłki deszyfrujące Hut 8 i doprowadziło do tego, że niemieckie U-Booty ponownie z powodzeniem atakowały alianckie konwoje morskie. Clarke miała dostęp do przechwyconych dokumentów kodowych i odkryła, że ten sam szyfr był używany na czwartym wirniku, co w systemie trójwirnikowym, co umożliwiło Shaunowi Wylie złamanie kodu. Ponad milion niemieckich wiadomości morskich zostało odszyfrowanych z maszyn Enigma przez Hut 8.
W okresie przed Operacją Neptun, praca Hut 8 wzrosła, ponieważ zespół pracował w połączeniu z Hut 10. Ich praca obejmowała dekodowanie niemieckich sygnałów pogodowych, umożliwiając alianckie naloty bombowe w okresie poprzedzającym lądowanie w Normandii. Ich praca wspierała również operacje Special Operations Executive, które położyły podwaliny pod inwazję.

### Praca Clarke w obliczu dyskryminacji płciowej
Joan Clarke była jedną z najbardziej znanych i odnoszących sukcesy kobiet w kryptologii, pracując w Hut 8 w Bletchley Park. Została zwerbowana do pracy w 1940 roku po ukończeniu dodatkowego roku studiów na Uniwersytecie Cambridge. 
Przybyła do Bletchley Park 17 czerwca 1940 roku i początkowo została umieszczona w grupie złożonej wyłącznie z kobiet, zwanej „The Girls”, które wykonywały głównie rutynową pracę biurową. Chociaż Clarke wykonywała te same obowiązki co jej koledzy, przez cały okres pracy w GC&CS zarabiała znacznie mniej od nich. W tamtym czasie kobiety miały wyraźnie ograniczony zakres obowiązków, a kryptologia była dziedziną zdominowaną przez mężczyzn. Clarke wspominała, że znała tylko jedną inną kobietę zajmującą się kryptologią.
Początkowo przypisana do pracy biurowej i przy obsłudze maszyn, szybko została włączona do zespołu kryptoanalityków, który do tej pory składał się wyłącznie z mężczyzn. Kiedy po raz pierwszy weszła do pokoju kryptoanalityków, powitano ją słowami „Witamy w pokoju sahibów”, co było żartem, ale jednocześnie wyrazem hierarchii i męskiej dominacji w tej grupie. Wspomniana nazwa pokoju nie była powszechnie znany w środowisku - był to jedyny raz, kiedy Clarke usłyszała to określenie. Słowo sahib, które jest silnie związane z Brytyjczykami jako panami kolonialnymi, niesie ze sobą zarówno założenia dotyczące płci, jak i podobieństwa do imperializmu.
Kiedy Alan Turing stworzył proces kryptoanalityczny zwany Banburismus, Joan jako jedyna kobieta wraz z ośmioma mężczyznami – najlepszymi kryptologami (banburystami) z Hut 8 pracowała metodą Banburismus.
W przeciwieństwie do większości kobiet w Bletchley Park, które często określano jako "dziewczynki", Clarke zyskała status honorowego członka męskiego zespołu. Alan Turing, stwierdził, że z Joan można rozmawiać „jak z mężczyzną”. Chociaż w Bletchley Park kobiety zwykle wykonywały prace administracyjne lub obsługiwały maszyny, Clarke zajmowała się zaawansowaną analizą kodów. Nawet w rzadkich sytuacjach, gdy tymczasowo wracała do pracy przy maszynach, jej rola kryptoanalityka pozostawała niekwestionowana.
Awans Clarke związany ze stopniem lingwisty wynikał z tego, że Bletchley Park nie posiadało stanowisk kryptoanalitycznych dla kobiet. Dlatego też została ona zatrudniona jako lingwistyka, znając jedynie język angielski i język matematyki.
Clarke została zastępcą kierownika Hut 8 w 1944 roku, chociaż uniemożliwiono jej awans ze względu na płeć i płacono jej mniej niż mężczyznom (2 funty tygodniowo).

## Związek z Turingiem
Clarke i Turing byli bliskimi przyjaciółmi od czasu, gdy się poznali i pozostali nimi aż do śmierci Turinga w 1954 roku. Dzielili wiele zainteresowań i mieli podobne osobowości. 
Na początku 1941 roku Turing zaproponował Clarke małżeństwo, a następnie przedstawił ją swojej rodzinie. Chociaż prywatnie przyznał się jej do swojej homoseksualności dzień po zaręczynach. Nikt poza Clarke nie znał tego sekretu Alana Turinga. Narzeczeństwo zostało jednak zerwane, gdy Turing zdecydował, że nie może zawrzeć małżeństwa i rozstał się z Clarke w połowie 1941 roku .

## Okres powojenny
Joan Clarke została odznaczona MBE za swoją działalność związaną z łamaniem kodów w 1946 r. Po wojnie Clarke pracowała dla Government Communications Headquarters (GCHQ)- agencji do spraw wywiadu i bezpieczeństwa, która pierwotnie została założona jako GC&CS. Tam w 1947 roku poznała podpułkownika Johna Kennetha Ronalda Murraya, emerytowanego oficera armii, który służył w Indiach. Zostali poślubieni przez biskupa Chichester 26 lipca 1952 roku w katedrze w Chichester. Wkrótce po ślubie John Murray przeszedł na emeryturę z GCHQ z powodu złego stanu zdrowia, a para przeniosła się do Crail w Fife. Wrócili do pracy w GCHQ w 1962 roku, gdzie Clarke pozostała do 1977 roku, kiedy to przeszła na emeryturę w wieku 60 lat.
Po śmierci męża w 1986 roku Clarke przeniosła się do Headington w hrabstwie Oxfordshire, gdzie kontynuowała badania nad numizmatyką. W latach 80. pomogła Sir Harry'emu Hinsleyowi w opracowaniu dodatku do tomu 3, część 2 British Intelligence in the Second World War. Pomagała również historykom badającym łamanie kodów w czasie wojny w Bletchley Park.

### Zainteresowanie numizmatyką
Po spotkaniu swojego męża, który opublikował pracę na temat szkockich monet z XVI i XVII wieku, Clarke zainteresowała się historią numizmatyki.Jej badania zostały docenione przez Brytyjskie Towarzystwo Numizmatyczne, gdy w 1987 otrzymała Złoty Medal Sanford Saltus.

## Śmierć
W dniu 4 września 1996 roku Clarke zmarła w swoim domu przy 7 Larkfields, Headington Quarry.

## Upamiętnienie
Adres jej ostatniego zamieszkania uhonorowano niebieską tablicą (ang. blue plaque) w 2019 roku.
W maju 2024 r. English Heritage odsłoniło niebieską tablicę upamiętniającą Joan Clarke przy 193 Rosendale Road, West Dulwich, London, SE21 8LW, gdzie mieszkała jako dziecko. 

## Wizerunek w adaptacjach
Clarke została sportretowana przez Keirę Knightley w filmie Gra Tajemnic (2014), u boku Benedicta Cumberbatcha jako Alana Turinga. Żyjąca siostrzenica Turinga, Inagh Payne, opisała Clarke jako „raczej prostą” i uważała, że Knightley została niewłaściwie obsadzona w roli Clarke. Biograf Turinga Andrew Hodges również skrytykował film, stwierdzając, że scenariusz „zbudował relację z Joan znacznie bardziej niż w rzeczywistości”.
Wcielenie się w postać Clarke przez Amandę Root w filmie Breaking the Code z 1996 roku jest znacznie wierniejszym przedstawieniem zarówno Clarke, jak i jej relacji z Turingiem.
Knightley była nominowana do Oscara dla najlepszej aktorki drugoplanowej podczas 87. ceremonii wręczenia Oscarów za rolę Clarke.